# Le cœur nous trompe
Pour plus de détails, voir Fiche technique et Distribution.

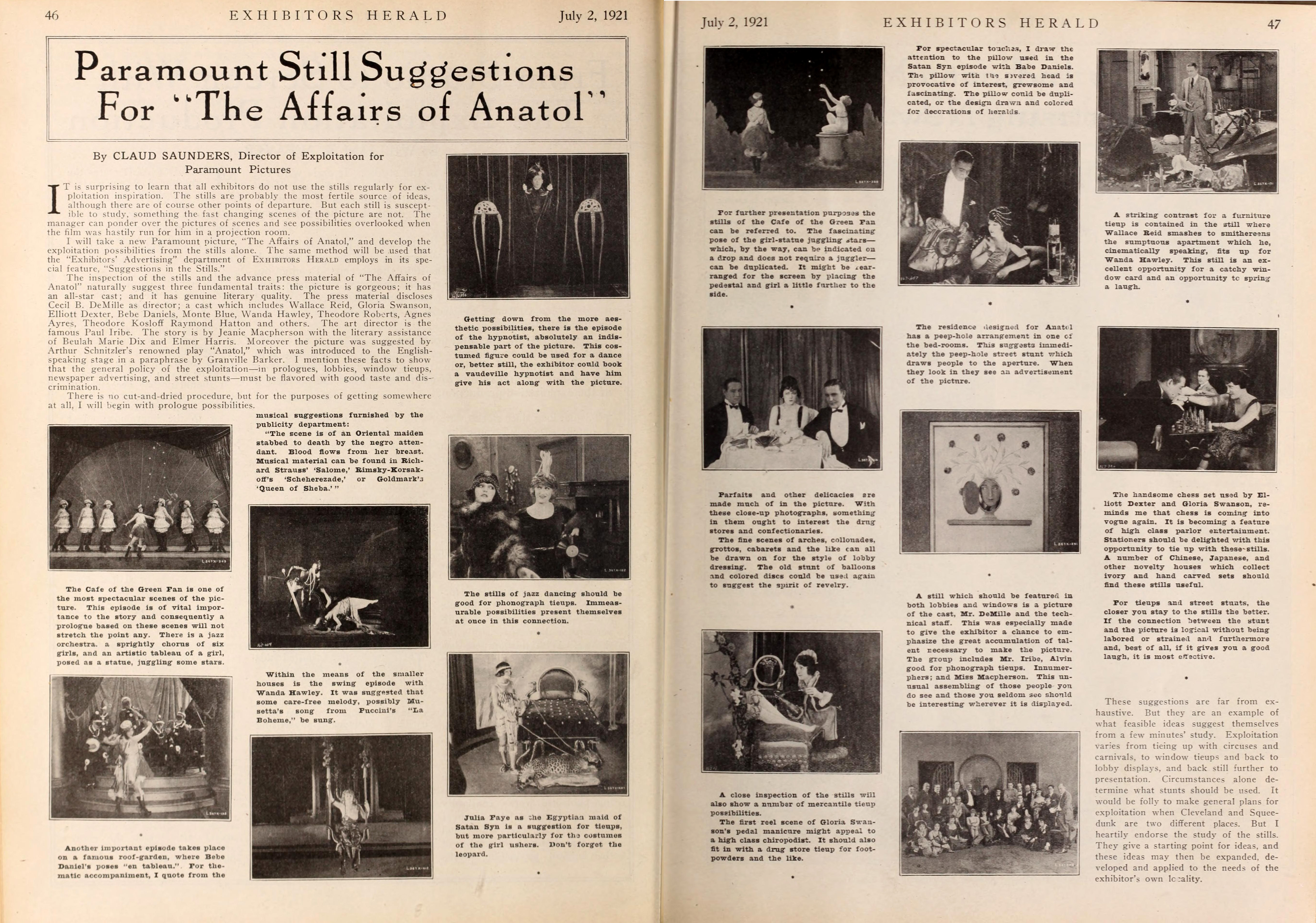
Photos de plateau du film et suggestions d'emploi publicitaire

Le cœur nous trompe (The Affairs of Anatol) est un film dramatique muet de Cecil B. DeMille, sorti en 1921, tiré d''Anatol, une série de sept pièces en un acte d'Arthur Schnitzler. Le film, tourné en noir et blanc, est en partie coloré au pochoir. Les décors et les costumes ont été supervisés par Paul Iribe.

## Synopsis
Le mondain Anatol Spencer, trouvant sa relation avec sa femme Vivian terne, part en quête d'excitation. Après avoir rencontré une vieille connaissance, Emilie Dixon, dans une boîte de nuit, Anatol promet de la sauver de son style de vie citadin sans âme, ce que Gordon Bronson a rendu possible. Anatol convainc Emilie de jeter les bijoux que Bronson lui a donnés, mais refuse de renoncer à son épouse à son tour car Emilie est tombée amoureuse de lui. Celle-ci invite Bronson et d'autres à une fête à l'appartement. Lorsqu'Anatol l'apprend, il saccage la pièce et laisse Emilie à son destin, le mariage avec Bronson. L'affaire étant terminée, Anatol dit à Vivian de promettre de l'arrêter la prochaine fois qu'il tentera de sauver une femme. Quelque temps plus tard, Anatol et Vivian organisent une fête, avec l'hypnotiseur hindou Nazzer Singh agissant comme divertissement. Singh hypnotise Vivian en lui faisant croire qu'elle patauge dans un ruisseau et elle commence à se déshabiller. Dégoûté des hypocrisies de la haute société, Anatol décide de s'installer avec sa femme à la campagne.
Pendant ce temps, le fermier Abner Elliott découvre que sa femme Annie a acheté une robe en utilisant l'argent volé dans son coffre-fort de fonds d'église. Il la repousse et la renvoie, résolu à assumer la responsabilité du vol. Se repentant, Annie se jette dans une rivière depuis le haut d'un pont au moment où Anatol et Vivian rament dans une chaloupe. Les deux l'amènent rapidement à terre et après s'être rendu compte qu'ils ne peuvent pas la réveiller, Vivian prend leur voiture pour trouver un médecin local. Anatol découvre qu'Annie est réveillée et elle le manipule pour qu'elle la laisse prendre son portefeuille. Lorsque Vivian revient avec le médecin, Annie embrasse Anatol, ne sachant pas qu'il est marié. Alors qu'Annie part faire amende honorable avec son mari en mentant sur la façon dont elle a obtenu l'argent. Anatol, désormais également désillusionné par la vie à la campagne, demande au médecin où trouver l'honnêteté et la loyauté. Le médecin répond que ces qualités, comme la charité, commencent à la maison.
Anatol et Vivian retournent en ville, où Vivian envisage de quitter son mari pour son infidélité perçue. Les deux sortent séparément pour profiter de la vie nocturne et oublier leurs problèmes. Anatol rencontre Satan Synne, un artiste tristement diabolique. Il lui propose de rentrer chez elle mais elle n'accepte qu'après avoir reçu un appel téléphonique d'un certain Dr Johnston. A l'appartement de Synne, elle offre à Anatol une boisson qui altère le jugement et lui demande trois mille dollars. Après s'être évanouie après avoir reçu un autre appel du Dr Johnston, il est révélé que le style de vie immoral de Synne n'est qu'un moyen de collecter de l'argent pour payer des chirurgies coûteuses pour son mari, un vétéran mourant de la Première Guerre mondiale. Anatol lui donne les trois mille dollars et part alors qu'elle tombe à genoux en prière.
Anatol rentre ensuite chez lui, constatant que Vivian est toujours en ville. Elle revient finalement avec son meilleur ami Max Runyon, avec qui elle passe plus de temps pendant que son mari est occupé. Lorsque Max est évasif quant à savoir si elle a été infidèle, Anatol convainc Singh d'hypnotiser Vivian pour qu'elle réponde honnêtement à la question de savoir si elle l'a été. Finalement, Anatol décide qu'il fait trop confiance à sa femme pour l'accuser de tricherie et brise la transe. 
Les deux s'embrassen alors joyeusement.

## Fiche technique
- Titre original : The Affairs of Anatol
- Titre français : Le cœur nous trompe
- Réalisation : Cecil B. DeMille (non crédité)
- Scénario : Arthur Schnitzler et Jeanie Macpherson
- Direction artistique : Paul Iribe
- Costumes : Paul Iribe, Clare West (non crédités)
- Photographie : Karl Struss et Alvin Wyckoff
- Montage : Anne Bauchens (non créditée)
- Production : Cecil B. DeMille
- Société de production : Famous Players-Lasky Corporation
- Société de distribution : Paramount Pictures
- Pays d'origine : États-Unis
- Format : Noir et blanc - 35 mm - 1,37:1 - Muet
- Genre : Comédie dramatique
- Durée : 117 minutes
- Date de sortie : 
  - États-Unis : 15 septembre 1921

## Distribution

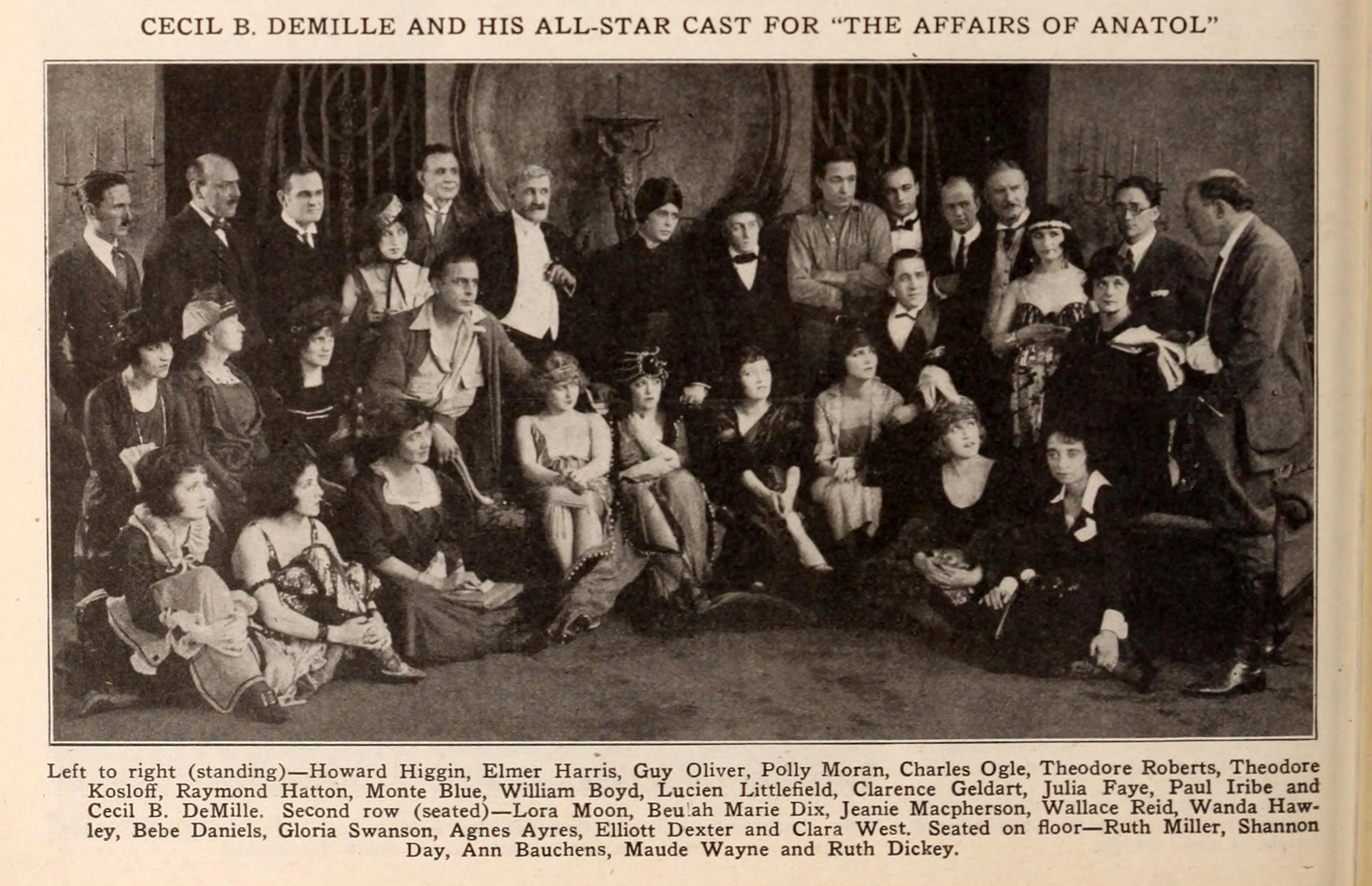
L'équipe du film

- Wallace Reid : Anatol DeWitt Spencer
- Gloria Swanson : Vivian Spencer
- Wanda Hawley : Emilie Dixon
- Theodore Roberts : Gordon Bronson
- Elliott Dexter : Max Runyon
- Theodore Kosloff : M. Nazzer Singh
- Agnes Ayres : Annie Elliott
- Monte Blue : Abner Elliott
- Bebe Daniels : Satan Synne
- Shannon Day (non créditée) : Chorus Girl